# HLA-G
HLA-G（HLA class I histocompatibility antigen, alpha chain G）は、ヒトではHLA-G遺伝子にコードされるタンパク質である。
HLA-Gはヒト白血球抗原（HLA）の非古典的クラスI分子重鎖のパラログに属する。古典的HLAクラスI分子は全ての有核細胞に存在し、溝にペプチドを結合して提示している。これらは細胞が健康な際には自己由来のペプチドを提示しており、寄生虫感染やがん化した際には通常とは異なるペプチドが提示される。HLA-Gは非古典的クラスI分子であり古典的クラスI分子とは異なる機能を果たすが、その溝には9アミノ酸のペプチドを結合して提示する。ペプチド中の3番目と9番目のアミノ酸は固定残基として機能し、そのためHLA-Gに結合する全てのペプチドで保存されている。

## 構造
このクラスI分子は重鎖と軽鎖（β2-ミクログロブリン）からなるヘテロ二量体であり、重鎖は膜に固定されている。HLA-Gには88種類のアレルが存在する。重鎖は約45 kDaであり、その遺伝子は8つのエクソンから構成される。エクソン1はリーダーペプチド、エクソン2と3はペプチドを結合するα1、α2ドメイン、エクソン4はα3ドメイン、エクソン5は膜貫通領域、エクソン6は細胞質テールをコードする。エクソン6に存在する終止コドンのため、エクソン7と8は翻訳されない。
HLA-Gは少なくとも7種類のアイソフォームとして発現し、HLA-G1からHLA-G7と呼ばれている。タンパク質は膜結合型である場合も可溶型である場合もあり、HLA-G1からG4は膜結合型、HLA-G5からG7は可溶型である。HLA-G1とHLA-G5に関してはこれらを標的とする抗体が広く利用可能なため、最も研究が進んでいるアイソフォームとなっている。HLA-Gの多型は限られているため、古典的HLAクラスI分子と比較して結合するペプチドの多様性は限られている。

## 機能

### 人体における機能
HLA-Gは主要な免疫チェックポイントとなっており、免疫系の応答をダウンレギュレーションする。可溶型HLA-Gは唾液、腹水、血漿、胸腺、精漿、脳脊髄液、妊娠初期と中期の胎盤に存在している。膜結合型HLA-Gは主に胎盤の栄養膜細胞に存在するが、胸腺、角膜、赤芽球、間葉系幹細胞にも存在する。HLA-Gはがんでアップレギュレーションされている場合がある。ペプチドは小胞体において、ペプチドローディング複合体によってHLA-Gに結合する。

### 妊娠時の機能
HLA-Gは母子間免疫寛容に関与しており、胎盤の絨毛外栄養膜細胞で発現している。こうした部位では古典的MHCクラスI分子（HLA-AとHLA-B）は発現していない。HLA-Gは胎盤試料で初めて同定されたため、妊娠高血圧腎症や不育症など妊娠関連疾患における役割に関して多くの研究が行われている。HLA-FのダウンレギュレーションはHLA-A、Bのダウンレギュレーションを引き起こし、細胞傷害性T細胞による応答から保護される一方で、理論上はNK細胞によるミッシングセルフ（missing self）応答を引き起こすこととなる。HLA-GはNK細胞の阻害受容体であるKIR2DL4のリガンドであり、そのため栄養膜細胞によるHLA-Fの発現はNK細胞を介した細胞死からの防御機構となる。
一方でHLA-Gの「ヌル」アレルを持つ家系も見つかっており、このアレルをホモ接合型で持つ人物でも妊娠や出産の障害、免疫不全、自己免疫疾患、腫瘍形成などは見られない。この「ヌル」アレル（HLA-G*01:05N）はイランなど一部の集団に高頻度でみられるが、一部のアメリカ先住民集団ではほとんど見られない。また、一部の高等霊長類にはMHC-Gの一部のアイソフォームが存在しない。さらに、オナガザル亜科の中型旧世界ザルではMHC-GのDNAに上流終止コドンが存在するため完全長のMHC-G分子は存在しない。
胚における可溶型HLA-Gの存在は、妊娠率の高さと関係している。妊娠率の最大化のためには、形態学的なスコアリングシステムが胚選択の最善の戦略であることを示す多くの証拠がある。一方、形態学的に同等の品質の胚の間で選択を行う必要がある場合には、第二のパラメーターとして可溶型HLA-Gの存在が考慮に入れられる可能性がある。

### 寄生虫感染
HLA-Gは寄生虫疾患に対する応答を調節することが示されている。近年の研究では、最も危険性の高いマラリア原虫である熱帯熱マラリア原虫Plasmodium falciparumとHLA-Gとの関係が示唆されている。妊婦では、P. falciparumは胎盤に感染する場合があり、低出生体重やその他の合併症が引き起こされる。感染によって引き起こされる高レベルの可溶型HLA-Gは、低出生体重の発生率の高さと関係している。また、HLA-Gの発現とアフリカ睡眠病との間にも関係がある。HLA-GのいくつかのSNPがアフリカ睡眠病の発生率の高さと関係しており、アフリカ睡眠病の発生数と重症度には遺伝的差異が関係している可能性がある。HLA-Gは妊婦のトキソプラズマ症にも影響しており、HLA-Gは胎児を保護する一方、HLA-Gの過剰発現は先天性感染の原因ともなる。内臓リーシュマニア症でも高レベルの可溶型HLA-Gがみられ、リーシュマニアが免疫系を回避する戦略となっている可能性がある。

### がん
HLA-Gはがんの免疫逃避とも関係しており、免疫系ががん細胞に注意を払わないようにする役割を果たす。HLA-Gはがん細胞でアップレギュレーションされているため、免疫療法の標的となる可能性がある。免疫チェックポイントの阻害戦略として、HLA-Gに結合するモノクローナル抗体はがんに対して成功を収めている。また、HLA-Gは乳がん、卵巣がん、肺がんなど多くのがんで大きくアップレギュレーションされているため、腫瘍マーカーとして有用である可能性がある。

### アレルギー
HLA-Gは体内のアレルギー応答と関係している。可溶型HLA-Gはアレルギー性鼻炎（花粉症）患者の血清で高濃度となっている。さらに、HLA-GのSNPは気管支喘息の発症の可能性の増加と関連している。アトピー性皮膚炎の患者では、真皮乳頭層でHLA-G発現細胞が観察される。

## 相互作用
HLA-GはCD8Aと相互作用することが示されている。可溶型HLA-Gは白血球受容体ILT2と相互作用し、膜結合型HLA-GはILT4と相互作用する。可溶型HLA-GはKIR2DL4とも相互作用し、この受容体はNK細胞の表面に存在することが多い。HLA-Gによって提示されているペプチドの種類は、KIR2DL4、ILT2やILT4への結合に影響しない。HLA-Gはさまざまなドメインを用いて受容体と相互作用するため、その機能全てを阻害するためには複数の抗体が必要である。
ILT2とILT4はどちらも細胞内で負のシグナル伝達を引き起こす。単球では、ILT2もしくはILT4への結合は単球/マクロファージを介した細胞傷害の阻害を引き起こす。樹状細胞では、双方の受容体への結合は樹状細胞の成熟を防ぎ、T細胞の活性化を防ぐ。さらに、HLA-Gは好中球表面のILT4とも相互作用し、食作用を阻害する可能性がある。NK細胞では、HLA-GはILT2と結合し、マクロファージを活性化しNK細胞と好中球を刺激するサイトカインである、IFN-γの分泌を阻害する。HLA-GはB細胞上のILT2に結合し、B細胞の増殖、分化、抗体分泌の阻害を引き起こす。そして、Th1/Th2プロファイルをTh2サイトカイン産生リンパ球優位にする。また、HLA-GはCD8＋T細胞のアポトーシスを引き起こす。こうした効果は、免疫系の炎症応答を低下させる作用を果たす。

## 関連文献
- “Beyond the increasing complexity of the immunomodulatory HLA-G molecule”. Blood 111 (10):  4862–4870. (May 2008). doi:10.1182/blood-2007-12-127662. PMID 18334671.
- “HLA-G: from biology to clinical benefits”. Trends in Immunology 29 (3):  125–132. (March 2008). doi:10.1016/j.it.2007.11.005. PMID 18249584.
- “Primate Mhc-E and -G alleles”. Immunogenetics 46 (4):  251–266. (1997). doi:10.1007/s002510050271. PMID 9218527.
- “HLA-G in the human placenta: expression and potential functions”. Biochemical Society Transactions 28 (2):  208–212. (February 2000). doi:10.1042/bst0280208. PMID 10816129.
- “Structure--function relationships in HIV-1 Nef”. EMBO Reports 2 (7):  580–585. (July 2001). doi:10.1093/embo-reports/kve141. PMC 1083955. PMID 11463741.
- “Do nonhuman primates comprise appropriate experimental models for studying the function of human leukocyte antigen-G?”. Biology of Reproduction 67 (5):  1367–1374. (November 2002). doi:10.1095/biolreprod.102.005587. PMID 12390864.
- “Viewpoint on the functionality of the human leukocyte antigen-G null allele at the fetal-maternal interface”. Biology of Reproduction 67 (5):  1375–1378. (November 2002). doi:10.1095/biolreprod.102.005439. PMID 12390865.
- “HLA-G protein processing and transport to the cell surface”. Cellular and Molecular Life Sciences 59 (9):  1460–1466. (September 2002). doi:10.1007/s00018-002-8521-8. PMID 12440768.
- “HIV-1 Nef control of cell signalling molecules: multiple strategies to promote virus replication”. Journal of Biosciences 28 (3):  323–335. (April 2003). doi:10.1007/BF02970151. PMID 12734410.
- “[The HIV nef and the Kaposi-sarcoma-associated virus K3/K5 proteins: "parasites"of the endocytosis pathway]”. Médecine/Sciences 19 (1):  100–106. (January 2003). doi:10.1051/medsci/2003191100. PMID 12836198.
- “Soluble HLA-G1 at the materno-foetal interface--a review”. Placenta 24 (Suppl A):  S10–S15. (April 2003). doi:10.1053/plac.2002.0931. PMID 12842408.
- “Role of CD1d-restricted NKT cells in microbial immunity”. Infection and Immunity 71 (10):  5447–5455. (October 2003). doi:10.1128/IAI.71.10.5447-5455.2003. PMC 201095. PMID 14500461.
- “Express and protect yourself: the potential role of HLA-G on muscle cells and in inflammatory myopathies”. Human Immunology 64 (11):  1050–1056. (November 2003). doi:10.1016/j.humimm.2003.07.001. PMID 14602235.
- “HLA-G in skin cancer: a wolf in sheep's clothing?”. Human Immunology 64 (11):  1073–1080. (November 2003). doi:10.1016/j.humimm.2003.08.351. PMID 14602238.
- Carosella ED; Moreau P; Le Maoult J et al. (2004). HLA-G molecules: from maternal-fetal tolerance to tissue acceptance. Advances in Immunology. 81. 199–252. doi:10.1016/S0065-2776(03)81006-4. ISBN 978-0-12-022481-4. PMID 14711057
- “Interactions of HIV-1 proteins gp120 and Nef with cellular partners define a novel allosteric paradigm”. Current Protein & Peptide Science 5 (1):  1–8. (February 2004). doi:10.2174/1389203043486955. PMID 14965316.
- “[HLA-G in organ transplantation]”. Pathologie-Biologie 52 (2):  97–103. (March 2004). doi:10.1016/j.patbio.2003.04.006. PMID 15001239.
- “HIV/SIV escape from immune surveillance: focus on Nef”. Current HIV Research 2 (2):  141–151. (April 2004). doi:10.2174/1570162043484924. PMID 15078178.
- “Nef: "necessary and enforcing factor" in HIV infection”. Current HIV Research 3 (1):  87–94. (January 2005). doi:10.2174/1570162052773013. PMID 15638726.
- “Antigen presenting cells and HLA-G--a review”. Placenta 26 (Suppl A):  S104–S109. (April 2005). doi:10.1016/j.placenta.2005.01.006. PMID 15837058.
- “HIV accessory proteins and surviving the host cell”. Current HIV/AIDS Reports 1 (1):  47–53. (April 2004). doi:10.1007/s11904-004-0007-x. PMID 16091223.